# Isla Steventon
La isla Steventon es una amplia isla cubierta de hielo en la Costa Saunders de la Tierra de Marie Byrd en la Antártida. Se encuentra al oeste del Court Ridge en la barrera de hielo Sulzberger. Mide 45 km de largo y 27 km de ancho, y posee una superficie de 780 km².
Fue relevada por el United States Geological Survey (USGS) y a partir de fotografías aéreas de la U.S. Navy (1959–65), fue nombrada por el Advisory Committee on Antarctic Names (US-ACAN) en honor a Richard F. Steventon, USN, oficial a cargo de la Eights Station, 1963.